# メルケディヌス
メルケディヌスは、ローマ暦において閏年に挿入された閏月である。その結果、閏年は377日ないし378日となる。1世紀の作家・プルタルコスによれば、 Mercedinus または Mercedoniusとして知られていた。
それまでのローマ暦では平年が355日であったのを太陽年に合わせるために、ローマ王のヌマ・ポンピリウスが閏月を導入して以来、伝統的に2年に1度挿入された。閏月を挿入するか否かは最高神祇官が天文学的観測を参考にしつつ季節に合致する様に決めた。しかし最高神祇官は政治に積極的であり、政治的同志を傍により長く置き政敵を早くに遠ざける為にしばしば恣意的に月の挿入を操作した。この予測のつかなさは2月に続く日付の不確定さにつながり、ローマの域外に住むローマ市民はしばしば今が何日なのかわからなくなった。
古くからの文献からは閏月を置く正確なルールは判明していない。Ludwig Ideler, やHenry G Liddell といった Encyclopaedia Britannica の著者とElias Bickerman は閏年の2月は23日に固定され、それに続いて27か28日の閏月が挿入されたとしている。この見解は、D E Duncan、G R Richards、A Aveniのような知識人によるカレンダー史の調査によっても支持されている。
ただし、A.K.Michelsの著した "The Calendar of the Roman Republic"(Princeton, 1967) p.145–p.172 では、ユリウス暦以前の標準的な暦につき、1967以降に発表されたユリウス暦以前の専門家の研究結果  によれば、閏年には2月は23日か24日となり、それに27日の閏月が続いたという 。
月名「メルケディヌス」（Mercedonius)は、賃金(wages)を意味するラテン語mercesに由来し、労働者の賃金がこの時期に支払われた事による。この月は、紀元前46年にユリウス・カエサルがユリウス暦を導入したときに削除された。

## 参照
- ユリウス暦

## 注記
1. ↑  Plutarch, Life of Numa XVIII.2, available at .
2. ↑  Plutarch, Life of Caesar LIX.2, available at .
3. ↑  Henry G Liddell, 1909, A History of Rome, John Murray, London, p. 29
4. ↑  「太陰暦の1年は354日で、太陽年に対し対して11 1⁄4 日少ない。これは8年間に蓄積して90日となる。彼はこれを22日からなる月を2つと、23日からなる月を2つに分割して、最初の8ヵ年と次の8ヵ年は、これを交互に、2年置きにおいた。3番目の8ヵ年にヌマは3ヶ月のみ[...]何故なら彼は、彼の太陰暦を355日に補正したからだ。」 Daniel Spillan, Livy's History of Rome, Book I. 19. Footnote 24. This is the theory of Macrobius in Saturnalia (c. AD 430).
5. ↑  "Their management was left to the pontiffs—ad metam eandem solis unde orsi essent—dies congruerent; 'that the days might correspond to the same starting-point of the sun in the heavens whence they had set out.'" D. Spillan, Livy's History of Rome, Book I. 19. Footnote 24.
6. ↑  C Ludwig Ideler, Handbuch der mathematischen und technische Chronologie, Berlin 1825.
7. ↑  Liddell, 1909, A History of Rome, John Murray, London, p. 29
8. ↑  E  J Bickerman, Chronology of the Ancient World, Ithaca, New York 1980,  ISBN 0-80-141282-X
9. ↑  including papers and books by A. E. Samuel, P. S. Derow, P. Brind'Amour, V. M. Warrior, J. Rüpke, R. Hannah, and C. J. Bennett
10. ↑  The view is opposed by H. Chantraine, whose opinion is in turn dismissed by Brind'Amour as special pleading
11. ↑  Some of these writers assume that the various extracts from the Roman jurist Celsus (Digest volume 39) quoted in the Significations [Definitions] of Justinian's Law Code (The Enactments of Justinian, The Digest or Pandects, tr. S P Scott, Cincinnati 1932 available at ) develop an argument. This is not the case in Book 50, which is a series of unrelated dictionary definitions.